# Der Räuber und sein Kind
Der Räuber und sein Kind, auch Der Räuber auf Bergeshöh’ mit seinem ruhenden Knaben, ist der Titel eines Landschafts- und Genrebilds des Düsseldorfer Malers Carl Friedrich Lessing aus dem Jahr 1832. Es zeigt die aus zeitgenössischer Literatur und volkstümlicher Überlieferung bekannte Figur eines Räubers mit seinem Sohn in der Kulisse einer Mittelgebirgslandschaft.

## Beschreibung und Bedeutung
In Zentrum des Bildes sitzt in Profilansicht ein Mann, den der Bildtitel dem Betrachter als Räuber vorstellt. Sein linker Arm ist über die Schulter des neben ihm schlafenden Sohns gelegt und stellt so die durch Fürsorge gekennzeichnete Vater-Kind-Beziehung dar. Ein Gewehr lehnt an seiner rechten Schulter und symbolisiert die mit ihm verübten Delikte. Der rechte, angewinkelte Arm des Protagonisten stützt seinen Kopf. Sein Blick ist starr und nachdenklich auf einen jähen Abhang gerichtet und zeigt einen dramatischen, besorgten Ausdruck.
Während der Vordergrund der Bildszene einen schroffen Felsen und die spärliche Vegetation eines Berggipfels feinmalerisch und detailrealistisch präsentiert, bietet sich in der linken Bildhälfte die Aussicht auf eine romantische Flusslandschaft mit Kleinstadt in sommerlichem Licht bei blauem Himmel. Am Horizont verschwinden Bergketten im abendlichen Dunst. Der sorgenvolle Gesichtsausdruck des Räubers, der einen Gewissenskonflikt veranschaulicht, kontrastiert mit dem Schlaf seines Sohns und mit der friedlichen Ansicht des Tals und seiner Kleinstadt, deren bürgerlich-bäuerliche Zivilisation ein Gegenbild zu der kriminellen Lebenssituation des Räubers im rauen Gebirge vor Augen führt. Durch „Porträthaftigkeit“ und die Darstellung der menschlichen Gefühlsregung ließ der Maler den Betrachter an den Emotionen eines Menschen aus dem Volksleben Anteil nehmen. Statt eines finsteren Verbrechertyps stellte er so einen besorgten Vater dar.

## Entstehung, Rezeption und Provenienz

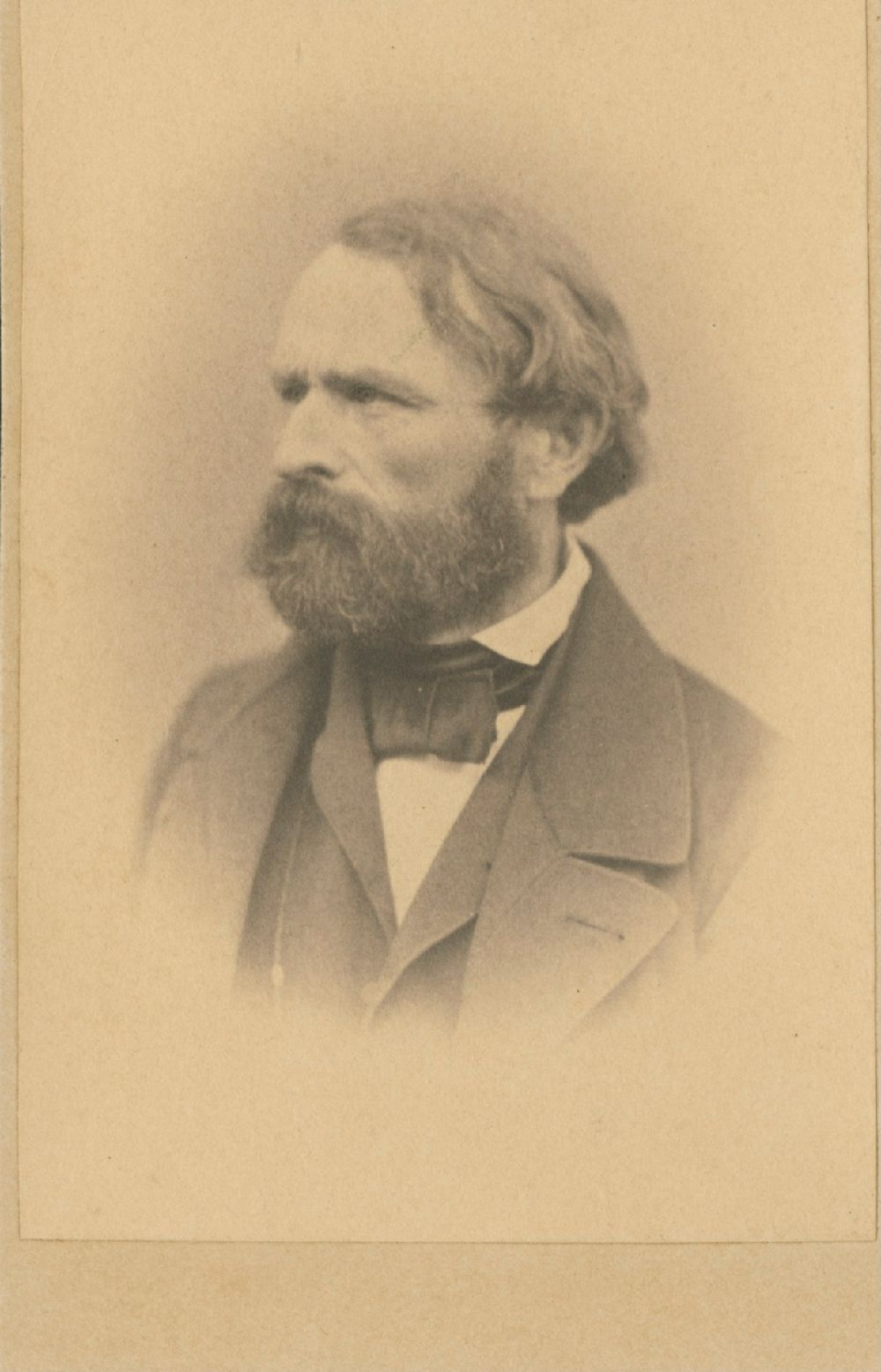
Carl Friedrich Lessing, Fotografie von G. & A. Overbeck, um 1868

Carl Friedrich Lessing, der Maler des Bildes, schuf es 1832 als Geschenk an den Düsseldorfer Maler Karl Ferdinand Sohn. Man stellte es im Juli 1832 in einer Ausstellung des Kunstvereins für die Rheinlande und Westfalen und 1861 auf der II. Allgemeinen Deutschen Kunststellung in Köln aus. Eine Wiederholung des Motivs entstand als Auftragsarbeit für die Kunstsammlung des Berliner Bankiers Joseph Maximilian Fränkel (1788–1857). Sie wurde 1832 auf der Ausstellung der Berliner Akademie gezeigt.

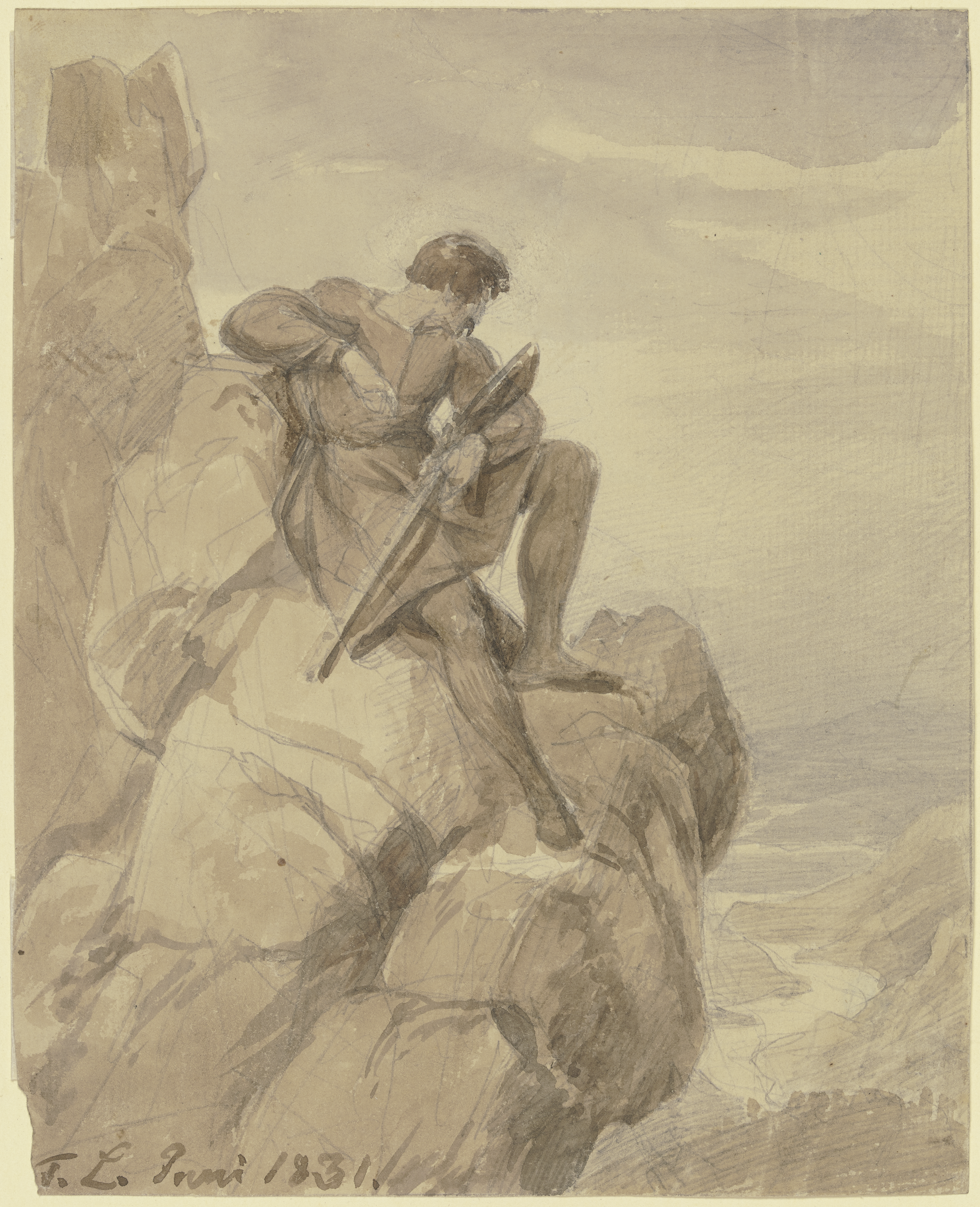
Carl Friedrich Lessing: Jäger (Räuber) in den Bergen, Zeichnung 1831

In dem Gemälde behandelte Lessing das Motiv des Räubers, mit dem er sich schon seit 1827 beschäftigt hatte. Einen „Räuber im Gebürg“ hatte er 1829 auf einer Ausstellung des Kunstvereins für die Rheinlande und Westfalen präsentiert.  Literarisch war das Motiv durch Räuberromane von Christian Heinrich Spieß, Carl Gottlob Cramer, Christian August Vulpius und Heinrich Zschokke, Friedrich Schillers Schauspiel Die Räuber und durch volkstümliche Erzählungen über den Schinderhannes bereits weit verbreitet. Schriften des Sturm und Drang, besonders Schiller mit der Figur des Räubers Karl Moor (1781) und Vulpius mit der Gestalt des Räuberhauptmanns Rinaldo Rinaldini (1799), hatten dabei die Figur des „edlen Räubers“ hervorgebracht. Trivialliteratur über dieses Sujet war auch dem breiten Publikum geläufig und dürfte den Erfolg des Gemäldes mitbestimmt haben.
Wie sein Freund, der Dichterjurist Friedrich von Uechtritz, 1839 schrieb, soll Lessing besonders von Berichten über den Räuber Mathias Weber, genannt „Der Fetzer“, fasziniert gewesen sein. Jener habe ihn „wegen seiner besonders kräftigen und dabei ursprünglich guten und tüchtigen Natur“ interessiert. Jedoch habe Lessing der Figur in dem Bild seine eigenen körperlichen Züge gegeben.
Auch paraphrasierte Lessing Motive seines Malerkollegen Theodor Hildebrandt, der 1829 seinen Räuber und 1832 das Bild Der Krieger und sein Kind vollendet hatte. Hildebrandt stellte seinen Krieger allerdings als eine Mischung aus ritterlichem Vorbild und bürgerlicher Vaterfigur vor, während Lessing bei seiner Reflexion über die Vaterrolle es vorzog, den inneren Konflikt eines Räubers zu dramatisieren und die Widersprüche künstlerisch zu behandeln, die nach bürgerlicher Moral zwischen kriminellem Leben und gesellschaftlichem Außenseitertum einerseits und väterlichen Fürsorgepflichten andererseits bestehen.

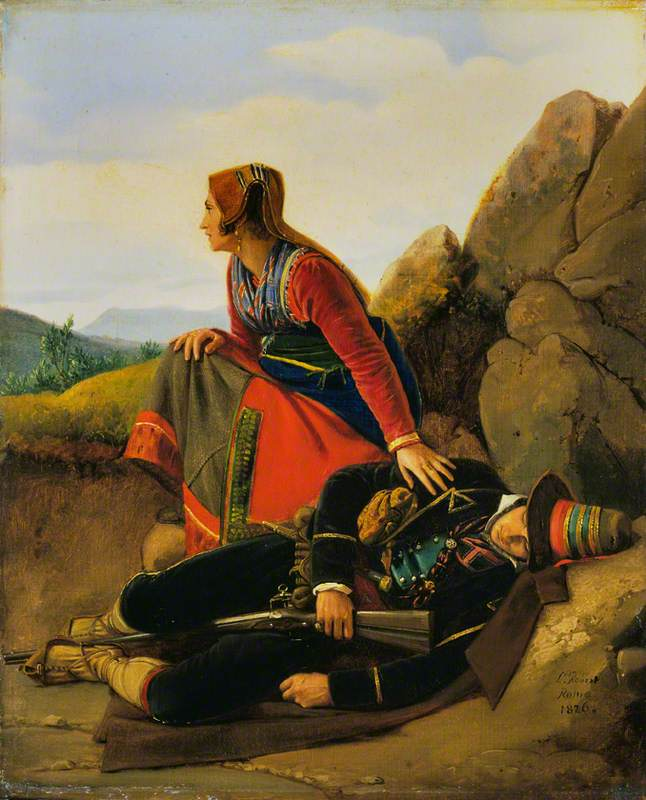
Louis Léopold Robert: Der schlafende Brigant, 1826

Nach dem Kunsthistoriker Wolfgang Hütt hatte sich Lessing bei seiner Bildfindung auch von Motiven des Schweizer Malers Louis Léopold Robert, der sich mit Genrebildern von Briganten auf Berliner Akademieausstellungen profilierte, anregen lassen. Hütt sah in Lessings Bild gar einen „politisch motivierten Ton“ innerhalb der Düsseldorfer Kunst, der später als Tendenzmalerei kritisiert werden sollte, entstehen. Diese Beobachtung stützte er auf Hermann Püttmann, der in der Gestalt des Räubers „Kampf und harte Arbeit und vergebenes Ringen der edelsten Kraft mit rohen Elementen“ erblickt haben wollte, und Friedrich Schaarschmidt, der meinte, dass in dem Bild „auch die Bewegungen vom Jahre 1848 … ihre Schatten …“ vorauswarfen. Weil soziale Missstände in dem Bild aber kaum anklingen und der Räuber bloß als Naturgestalt im Sinne der Spätromantik erfasst ist, setzte sich Püttmanns, Schaarschmidts und Hütts Deutung kunsthistorisch nicht durch. Unwidersprochen blieb hingegen die Feststellung, dass sich auch mit diesem Gemälde ein Zug der Düsseldorfer Malerei ins Volkstümliche und Genrehafte angebahnt hat.

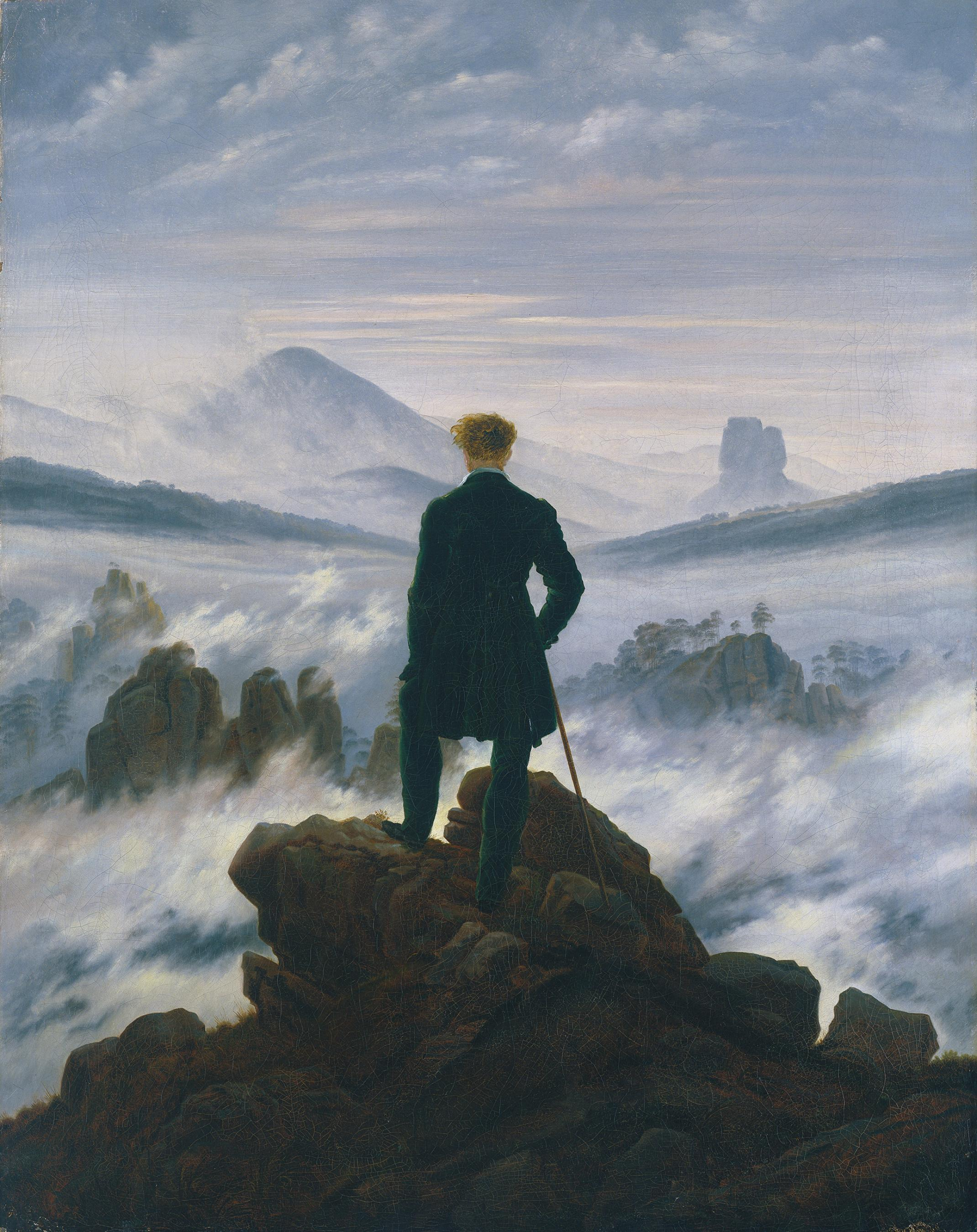
Caspar David Friedrich: Der Wanderer über dem Nebelmeer, um 1818

Einzuordnen ist das Bild ferner in die Reihe von Bildern der „romantisch-elegischer Seelenmalerei“, die Lessing 1830 durch Das trauernde Königspaar eröffnet hatte. Sie trugen zum Ruf der Düsseldorfer Malerschule erheblich bei und machten ihn persönlich als einen ihrer Hauptvertreter berühmt. Lessings Malerei nahm deutlich erkennbare Anleihen bei Caspar David Friedrich, dessen Kunst Lessing einst dazu bewogen hatte, Maler zu werden. Wie etwa in Friedrichs Wanderer über dem Nebelmeer stellte Lessing seine Hauptfigur als Träger eines Seelenlebens vor den Horizont einer in Schichten gegliederten Gebirgslandschaft. Wie bei Friedrich dient Lessings Landschaft dem Bildbetrachter als Projektionsfläche über Gedanken des im Bild auftretenden Protagonisten. Bei Lessing gibt dabei der Gegensatz zwischen dem schroffen und kühlen Charakter des Berggipfels und dem Liebreiz der behaglichen Tallandschaft symbolisch den Konflikt vor, in den der Räuber verwickelt ist.
Beim Königspaar versuchte er, die Gefühlswelt der Trauer über den Verlust eines Kindes durch ein finsteres Burggemach dramatisch zu veranschaulichen. Diese Seelenmalerei, an die er beim Räuber anknüpfte, fand beim Publikum großen Anklang, wiewohl die Kunstkritik nach einigen Jahren des „Düsseldorfer Schmerzes“ und des „stereotyp gewordenen Brütens“ überdrüssig wurde und Künstlerkollegen wie Adolph Schroedter spöttische Gegenbilder schufen, etwa Don Quijote in der Studierstube lesend. Mit der 1836 vollendeten Hussitenpredigt setzte Lessing seine künstlerische Auseinandersetzung mit dem Thema des Außenseitertums fort, diesmal in Gestalt einer Gruppe religiöser Fanatiker. Auch hier strebte er danach, das Seelenleben der Protagonisten dramatisch vor Augen zu führen und sie als Träger eines menschlichen Gewissens mit durchaus edlen Zügen zu charakterisieren.

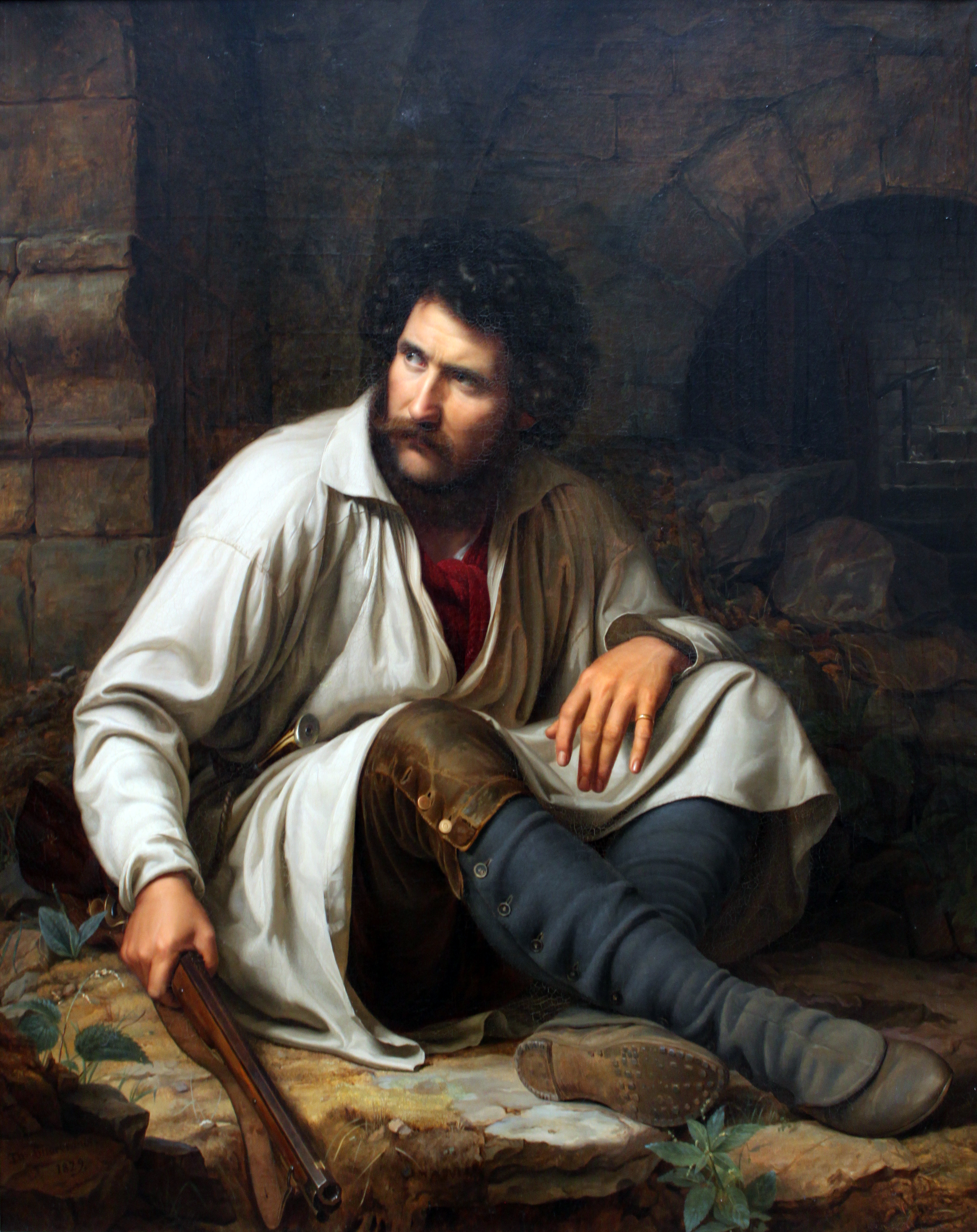
Theodor Hildebrandt: Der Räuber, 1829
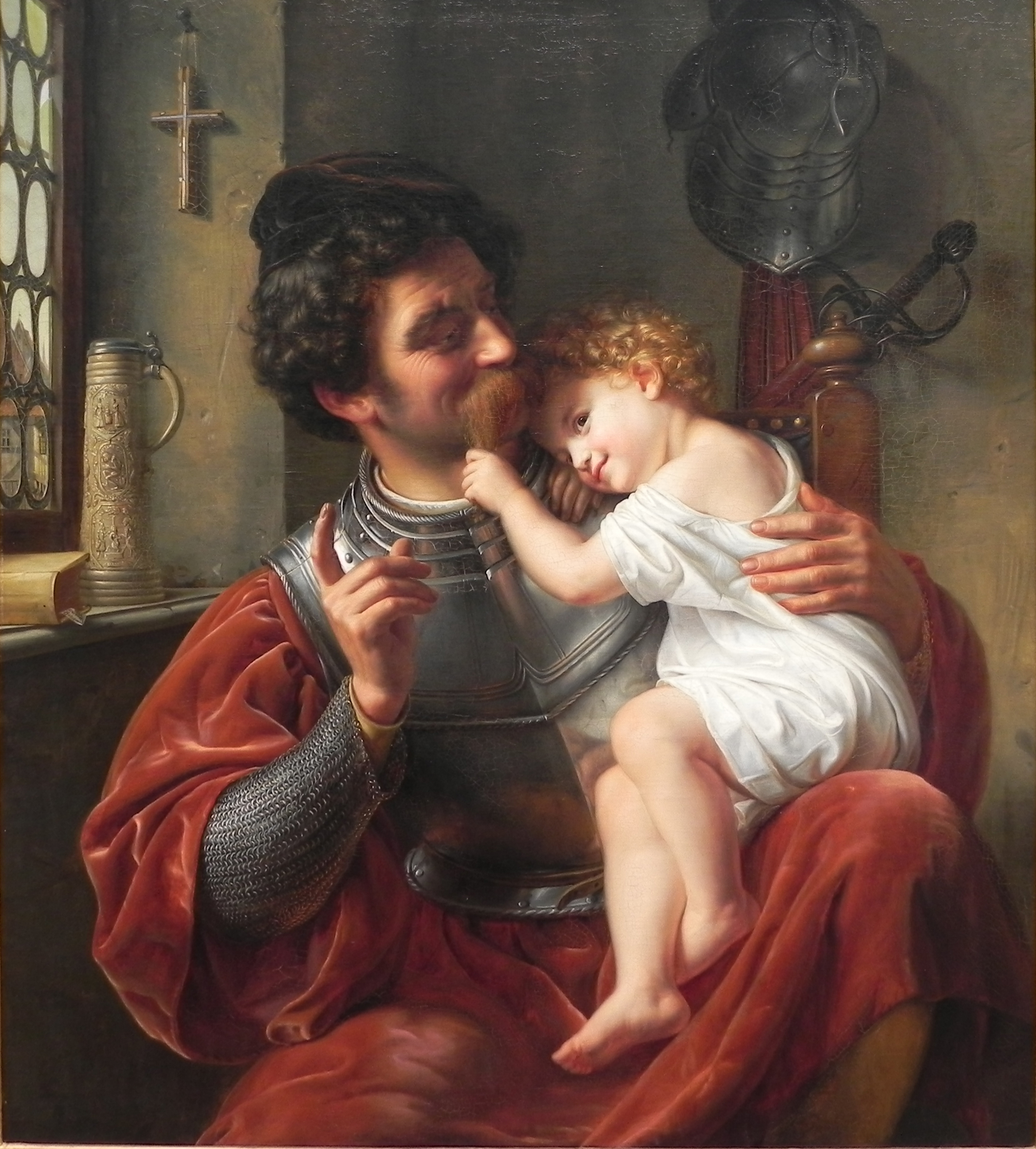
Theodor Hildebrandt: Der Krieger und sein Kind, 1832
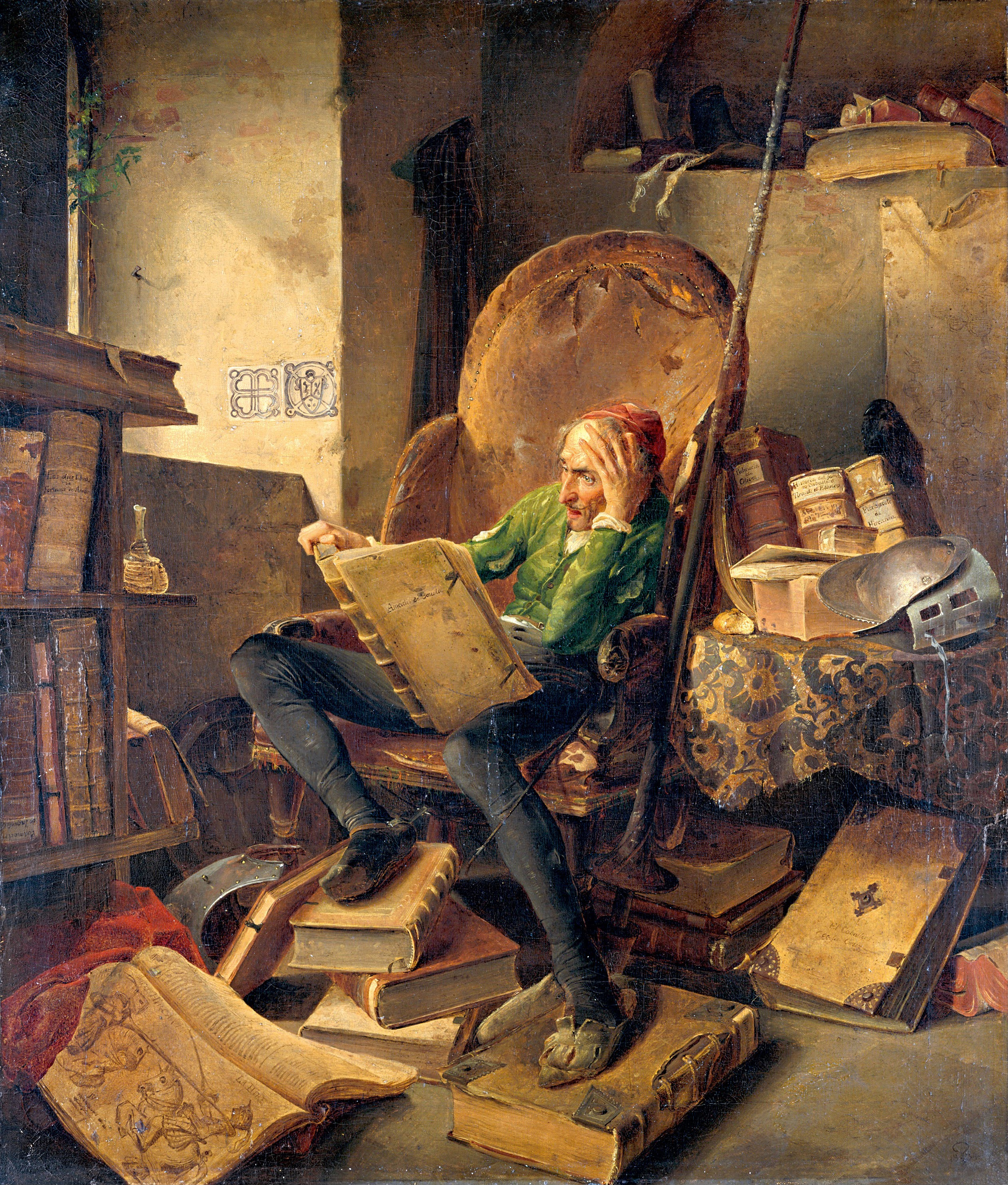
Adolf Schroedter: Don Quijote in der Studierstube lesend, 1834
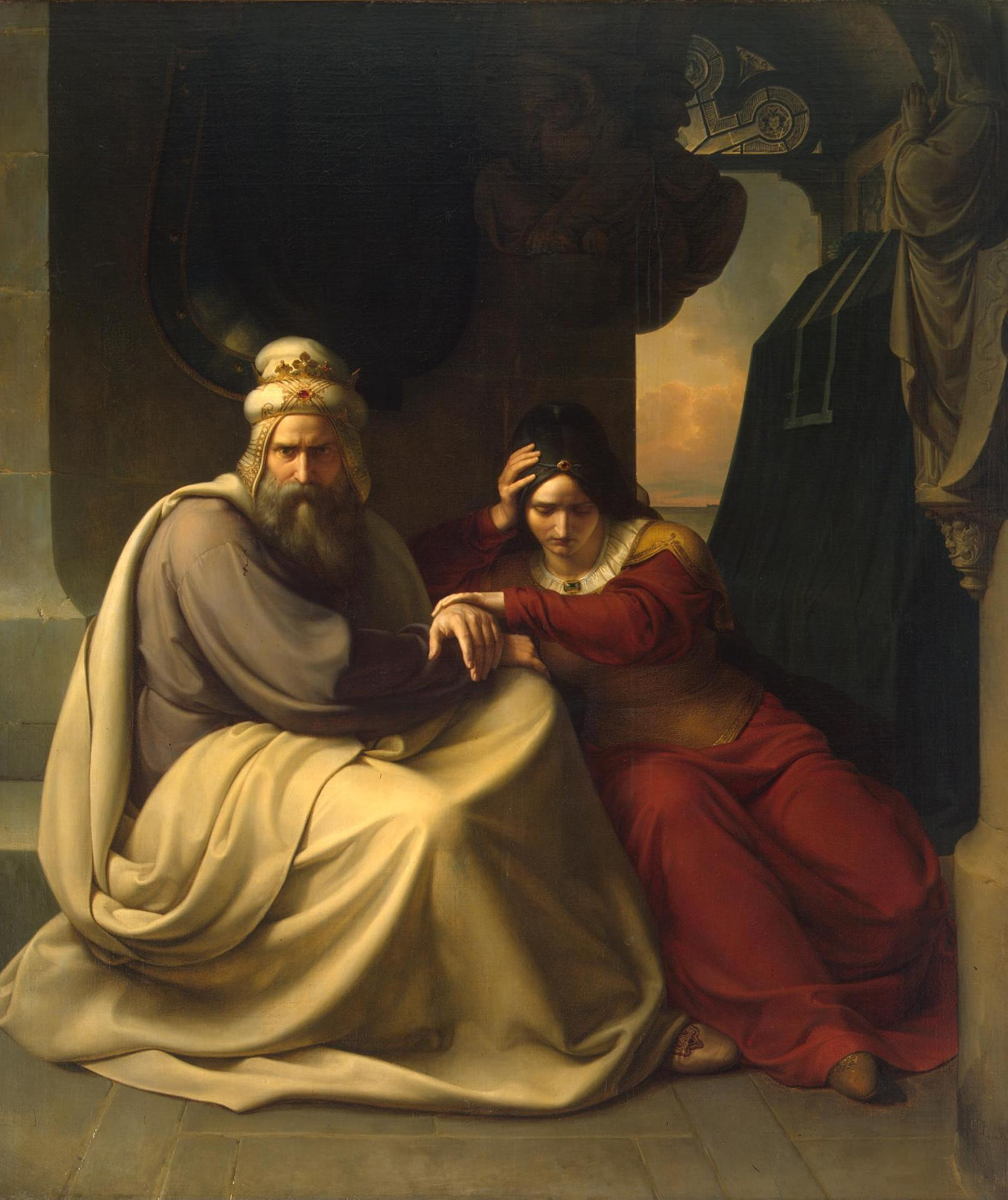
Carl Friedrich Lessing: Das trauernde Königspaar, 1830
Carl Friedrich Lessing: Die Hussitenpredigt, 1836

In der Erinnerungskultur des Düsseldorfer Künstlervereins Malkasten bildete Lessings Räuber ein Hauptwerk des Künstlers und der Düsseldorfer Schule. So rief man in Aufführungen am 30. Juli 1858, im „Festspiel zu Carl Friedrich Lessings Abschied von Düsseldorf“, und am 24. Juni 1869, im Rahmen der „Semisäkularfeier der Kunstakademie Düsseldorf“, unter Figuren des Künstlers bzw. der romantischen Periode der Malerschule den Räuber jeweils durch ein Tableau vivant in Erinnerung.
Der Kunsthistoriker Friedrich von Boetticher wies nach, dass Lessing von dem Räuber zwei Ausführungen fertigte. Durch Vermächtnis von Anna H. Wilstach (1822–1892) gelangte die heute bekannteste Fassung 1893 als Teil der The W. P. Wilstach Collection in das Eigentum des Philadelphia Museum of Art. Wie Boetticher ausführte, ließ der Berliner Kunstsammler Fränkel eine weitere Fassung für seine Sammlung in Berlin anfertigen. Außerdem erwähnte Boetticher in seinem Lexikon von 1895, dass sich ein Bild des Motivs „jetzt im Besitz der Frau Geh.-R. Friedländer, Berlin“ befinde. Wohl daher vermutete der Kunsthistoriker Wend von Kalnein 1979, dass möglicherweise ursprünglich sogar drei Fassungen des Motivs existierten. Im Kunsthandel tauchte eine Lessing zugeschriebene Fassung des Motivs in den Maßen 42 × 49,5 cm auf, die in einer Auktion bei Lempertz einen Erlös von 7440 Euro erbrachte.